# Groupe Caisse d'épargne
Groupe Caisse d'épargne é um grupo bancário da França, fundado em 1818 e contando atualmente com cerca de 4700 agências no país.